# Baélls
Baélls (Baells em aragonês e em catalão) é um município da Espanha na província de Huesca, comunidade autónoma de Aragão, de área  km² com população de 129 habitantes (2007) e densidade populacional de 3,23 hab./km².

## Demografia
| Variação demográfica do município entre 1991 e 2004 | Variação demográfica do município entre 1991 e 2004 | Variação demográfica do município entre 1991 e 2004 | Variação demográfica do município entre 1991 e 2004 |
| --------------------------------------------------- | --------------------------------------------------- | --------------------------------------------------- | --------------------------------------------------- |
| 1991                                                | 1996                                                | 2001                                                | 2004                                                |
| 171                                                 | 160                                                 | 144                                                 | 134                                                 |